# Сезона миграције на север
Сезона миграције на север (арапски: موسم الهجرة إلى الشمال) је роман суданског писца Тајеба Салиха, први пут објављен 1966. године у наставцима у бејрутском књижевном часопису Хивар. Сматра се најпознатијим Салиховим делом и једним од најзначајнијих романа арапске постколонијалне књижевности. У фокусу романа налазе се последице британског колонијализма и утицај европске модерности на рурална афричка друштва, посебно на суданску културу и идентитет.
Роман се често тумачи као критика колонијалног наслеђа и као књижевни одговор на западне наративе, попут Конрадовог Срца таме. Према мишљењу Едварда Саида, Сезона миграције на север је један од шест највећих романа у арапској књижевности. Године 2001. панел арапских писаца и критичара прогласио га је најважнијим арапским романом 20. века.
Дело је преведено на више од двадесет језика. Иако је аутор течно говорио и арапски и енглески, роман је написао на арапском језику. Енглески превод урадио је Денис Џонсон-Дејвис, а објављен је 1969. године у оквиру серије African Writers Series издавачке куће Heinemann.

## Историјски контекст
У јануару 1899. године, Уједињено Краљевство и Египат су основали кондоминијум, или заједничку власт, да би владали Суданом. Судан је стекао независност 1956. године, али је потом био захваћен два дуготрајна грађанска рата током већег дела остатка 20. века. Радња овог романа одвија се у шездесетим годинама 20. века, значајном и бурном периоду у историји Судана.

## Сажетак
Сезона миграције на север је приповест о образованом Суданцу који се враћа у родно село након школовања у иностранству, коју неодређеној читаоцу приповеда неименовани наратор. Наратор се враћа у своје суданско село Вад Хамид на Нилу педесетих година 20. века након што је написао докторску дисертацију о „животу једног непознатог енглеског песника“. Мустафа Саид, главни протагониста романа, дете је британског колонијализма и плод колонијалног образовања. Критичари га често описују као производ свог времена, обележеног колонијализмом и културним сукобима.
Неименовани наратор жељно жели да допринесе новом постколонијалном животу своје земље. По доласку кући, наратор сусреће новог сељанина по имену Мустафа Саид који не показује никакво дивљење својим достигнућима као већина других, и показује антагонистички дистанцирану природу. Мустафа, током једне вечери, открива своју прошлост, рецитујући поезију на течном енглеском језику, што наратора подстиче да истражи његов прави идентитет. Наратор касније пита Мустафу о његовој прошлости, а Мустафа му приповеда велики део своје приче, често говорећи „Ја нисам Отело, Отело је био лаж“, као и „Ја сам лаж“.
Наратор развија све веће интересовање за Мустафин живот и прошлост и сазнаје да је Мустафа такође био рано сазрео студент образован на Западу, али да је имао насилан, мрачан и противречан однос са својим западним идентитетом и познанствима. Прича о Мустафиној проблематичној прошлости у Европи, а посебно о његовим љубавним везама са Британкама, чине средиште романа. Мустафа привлачи жене апелујући на њихове оријенталистичке фантазије, а све ове везе се завршавају трагедијом. Три жене извршавају самоубиство, а четврту, Мустафину жену, он убија. Осуђен је за убиство и издржао казну у затвору у Енглеској.
У драматичној садашњости, Мустафа се дави у Нилу, а његова удовица, Хосна, је приморана да се поново уда. Она одбија, јер не жели да се уда после свог мужа. Покушава да се обрати наратору, који је Мустафином тестаменту именован за старатеља њених синова. Наратор покушава да осујети брак пре него што се он одржи, али он већину времена проводи у Картуму и стога не може да изврши велики утицај на село. Хосна је удата за Вад Рајеса против своје воље, а када покуша да силом конзумира брак, она прво убија њега, а затим наставља да убија себе. Обоје су сахрањени без верског обреда.
Приче о Мустафином прошлом животу у Енглеској и последице по село око њега узимају свој данак на наратора, који је доведен до ивице разума. У последњем поглављу, наратор плута у Нилу, несигурно између живота и смрти, и одлучује да се реши Мустафиног преосталог присуства и да се представи као утицајна особа са својим правима. Усред Нила, он виче: „Упомоћ! Упомоћ!“ Роман се завршава тим криком, чиме се наратив отвара за различита тумачења судбине наратора и суданског друштва у целини, да ли ће та одлука донети спас, или је већ касно — и за њега, и за народ, и за земљу.

## Веза са другим текстовима
Роман се у многим аспектима повезује са утицајним делима Франца Фанона, посебно са делом Црна кожа, беле маске. Фанон разматра политику жеље између црнаца и белкиња, као што Салих опширно истражује и односе Мустафе Саида. Такође, на много начина је упоређиван са делом Џозефа Конрада Срце таме. Оба романа истражују културну хибридност, међуколонијална искуства и оријентализам.
Роман је смештен у исто село, Вад Хамид, као и нека друга Салихова дела, укључујући Зејново венчање, Бандаршах и друга. Многи ликови из романа, попут Махџуба и наратора, понављају се и у овим другим делима. Стога, Ами Елад-Буласки пише да је Салихов приказ Вад Хамида потпуније остварен јер читалац може да прати развој ликова кроз више романа и кратких прича.

## Контроверза
Сезона миграције на север је првобитно објављена 1966. године, у серијском облику, од стране часописа Хивар, књижевног часописа са седиштем у Бејруту, који је тајно основала и финансирала Централна обавештајна агенција.
Роман је био забрањен у ауторовој родној земљи Судана током одређеног периода почев од 1983. године, јер су његове графичке сексуалне слике вређале исламску владу. Данас је роман лако доступан у Судану.

## Позориште
Сезона миграције на север, адаптација и режија: Оуриел Зохар, главну улогу игра Мухамед Бакри. Бакри је освојио награду за најбољег глумца на фестивалу алтернативног израелског позоришта Ако 1993. године.